# Liste der Brücken in Berlin/K

## Erläuterung
- (Musterbrücke) = in Klammern gesetzt:  namenlose Brücken.
- Musterbrücke = kursiv gesetzt: ehemalige Brücken.  (Siehe ausführlich: Aufbau der Listen)

| Fotografie                     | Name der Brücke                      | Ortsteil                              | Anmerkungen | Lage   |
| ------------------------------ | ------------------------------------ | ------------------------------------- | --- | ------ |
|                                | Kaiserdammbrücke                     | Charlottenburg                        | Die Kaiserdammbrücke führt den Kaiserdamm und die unter diesem liegende Trasse der U-Bahn (Linie U2) über die Stadtautobahn A 100 und die Ringbahn. | Karten |
|                                | Kaiserin-Augusta-Brücke              | Moabit                                | Die Kaiserin-Augusta-Brücke führt die Kaiserin-Augusta-Allee über den Charlottenburger Verbindungskanal. | Karten |
|                                | Kaiser-Wilhelm-Brücke                | Köpenick                              | siehe Grünauer Brücke | Karten |
|                                | Kaisersteg                           | Niederschöneweide und Oberschöneweide | Der Kaisersteg war eine von der Grundrentengesellschaft Wilhelminenhof und der AEG gemeinsam erbaute Fußgängerbrücke über die Oberspree. Der zweite Spreeübergang zwischen Ober- und Niederschöneweide verband die Laufener Straße mit der Hasselwerderstraße in Niederschöneweide. Die filigrane Eisenfachwerkkonstruktion, entworfen von Heinrich Müller-Breslau, einem der führenden Statiker seiner Zeit, zählte zu den bedeutenden Leistungen der Ingenieurskunst um 1900. Nachdem diese Brücke am Ende des Krieges zerstört worden war, gab es nach Beseitigung der Reste 50 Jahre lang keine Querung der Spree an dieser Stelle. Erst zwischen November 2005 und September 2007 entstand der Neubau des Kaiserstegs als Fußgänger- und Radwegbrücke in Schrägseilkonstruktion. | Karten |
|                                | Kaiser-Wilhelm-Brücke                | Mitte                                 | siehe Liebknechtbrücke | Karten |
|                                | Kanzleramtssteg                      | Tiergarten                            | Der Kanzleramtssteg ist eine Spreequerung im Bereich des Regierungsviertels. Er ist nicht öffentlich zugängig. 2001 fertig gestellt dient er Mitgliedern der deutschen Bundesregierung und ihren Gästen als Verbindung vom Amtssitz zum Kanzlerpark am Nordufer der Spree. | Karten |
|                                | Karl-Heinrich-Brücke                 | Spandau                               | Straße Am Juliusturm über den Mühlengraben. Name der Brücke nach dem Berliner SPD-Politiker Karl Heinrich. | Karten |
|                                | Karl-Theodor-Schmitz-Brücke          | Marienfelde                           | Die Karl-Theodor-Schmitz-Brücke führt die Dresdener Bahn und eine Verbindungsfahrbahn von der Großbeerenstraße zur Daimlerstraße über den Straßenzug Marienfelder Allee–Großbeerenstraße. Die Brücke wurde am 13. November 1979 eröffnet. Sie ist benannt nach Karl Theodor Schmitz, einem ehemaligen Bürgermeister des Bezirks Tempelhof. | Karten |
|                                | Karolinenbrücke                      | Tegel                                 | Auf der Karolinenbrücke überquert die Karolinenstraße den Nordgraben. | Karten |
|                                | Karolinensteg                        | Tegel                                 | Der Karolinensteg ist eine Fußgängerbrücke am Tegeler Hafen benannt nach Karoline von Humboldt geb. von Dacheröden (1766–1829). | Karten |
|                                | Karpatenbrücke                       | Wannsee                               | Steinerne Bogenbrücke im Volkspark Klein-Glienicke, die den Fahrweg über eine Erosionsrinne führt und einen bescheidenen Blickfang vom Nikolskoer Weg darstellt. | Karten |
|                                | Kastanienallee-Brücke (Zingergraben) | Rosenthal                             | Diese amtlich unbenannte Brücke führt die Kastanienallee über den Zingergraben. Die Straße ist hier zweibahnig mit je zwei Spuren und einem Mittelstreifen. Der Zingergraben fließt dabei (nordseitig) zwischen den Grundstücken 29a und 30, auf der Südseite zwischen 101 und Weißdornallee 11 hindurch. Die Brücke mit einer Breite von 25 Metern und einer Länge von ca. sieben Metern wurde bei der Modernisierung und dem Ausbau der Kastanienallee im Jahr 2012 neu eingerichtet. Die Straße (aus Nordend) endete 1915 an der Gemarkung Rosenthal vor dem Zingergraben. Auf der Adressbuch-Karte ist die Verlängerte Kastanienallee mit Anschluss zur Hauptstraße aufgenommen. 1922 ist die Straße im heutigen Verlauf vorhanden, somit ist die erste Überbrückung um 1920 gebaut worden. | Karten |
|                                | Katzengrabensteg                     | Köpenick                              | Der Katzengrabensteg (auch Krusenickbrücke) ist ein Brückenneubau über die Müggelspree und einen Altarm der Spree. Das Bauwerk wurde im Jahr 2001 fertiggestellt und dient Fußgängern und Radfahrern als kurzer Weg von der Altstadt Köpenick über die Baumgarteninsel zum Wohnpark Am Krusenick. | Karten |
|                                | Kaulsdorfer Brücke                   | Kaulsdorf                             | Die Brücke führt im Verlauf der Heinrich-Grüber-Straße über die Preußische Ostbahn in der Nähe des S-Bahnhofs Kaulsdorf. Sie verläuft in U-Form und wird im Volksmund „Galgen“ genannt. Die Stahlbrücke aus dem Jahr 1903 wurde 2003 aufgrund von Bauschäden gesperrt. Trotz einer darauf folgenden Instandsetzung waren nur eine Tragfähigkeit von 2,8 t und eine zulässige Höchstgeschwindigkeit von 10 km/h genehmigt. Die Brücke wurde deshalb 2006 demontiert und eine Stahlbetonbrücke neu errichtet, die 2007 dem Verkehr übergeben wurde. Sie hat zwischen den Widerlagern eine lichte Weite von 28,80 m und zwei Fahrstreifen mit je 5,25 m und zwei Gehbahnen mit 2,63 m und 1,63 m Breite. Wegen der engen Kurvenradien von der Brücke zu den Rampen ist die Geschwindigkeit auf 30 km/h beschränkt. | Karten |
|                                | Kiefholzbrücke                       | Baumschulenweg                        | Die Kiefholzbrücke führt die Kiefholzstraße über den Britzer Verbindungskanal. | Karten |
|                                | Kiehlsteg                            | Neukölln                              | Der Kiehlsteg war eine 33 Meter lange Fußgängerbrücke über den Neuköllner Schiffahrtskanal und verband das Maybachufer mit dem Kiehlufer. Er wurde 1962 als Notlösung errichtet, nachdem die benachbarte Lohmühlenbrücke durch den Bau der Berliner Mauer unpassierbar geworden war (der Lohmühlenplatz gehörte bis 1988 zu Treptow). Am 24. März 2014 wurde der sanierungsbedürftige Steg unter Anwohnerprotesten abgetragen; die Kosten von rund einer Viertelmillion Euro für die notwendige Generalüberholung waren zu hoch. Aktionen zum Erhalt der Brücke, wie die Sammlung von etwa 1000 Unterschriften durch die Anwohnerinitiative Kiehlsteg erhalten oder ein dringlicher Antrag der Piratenfraktion im Abgeordnetenhaus von Berlin, konnten den Rückbau nicht verhindern. | Karten |
|                                | Kieler Brücke                        | Moabit und Mitte                      | Die Kieler Brücke überspannt bei km 10,63 den Berlin-Spandauer Schifffahrtskanal und verbindet am süd-östlichen Ende des Berliner Nordhafens die Ortsteile Moabit und Mitte. | Karten |
|                                | Kietzer Brücke                       | Köpenick                              | Die Brücke führt die Müggelheimer Straße über den Kietzer Graben. | Karten |
|                                | Kietzgrabensteg                      | Köpenick                              | Die Fußgängerbrücke über den Kietzer Graben wurde vom Senat von Berlin finanziert und 2015–2016 errichtet. Sie dient als Verbindungsweg zwischen dem Straßenzug Katzengraben–Claus-Dieter-Sprink-Weg und dem Amtswäldchen und soll die Erreichbarkeit der Köpenicker Stadtteil-Bibliothek verbessern. Die Brücke ist rund 24 m lang und 2,65 m breit. | Karten |
|                                | Kirchnerbrücke                       | Lankwitz                              | Die Kirchnerbrücke war eine Straßenbrücke über den Teltowkanal am Kilometer 19,31 der künstlichen Wasserstraße. Über die Brücke führte die Nicolaistraße zur Johanna-Stegen-Straße. Sie wurde um 1910 errichtet und am Kriegsende 1945 gesprengt. Mitte 1945 wurde sie kurzzeitig von amerikanischen Soldaten als Behelfsbrücke wiederhergerichtet. | Karten |
|                                | Klappbrücke über den Amtsgraben      | Köpenick                              | Diese Brücke dient zur Überführung des Promenadenweges an der Müggelspree über den Amtsgraben. | Karten |
|                                | Kleine Eiswerderbrücke               | Hakenfelde und Haselhorst             | | Karten |
|                                | Klingenbergbrücke                    | Rummelsburg                           | Die rund 74 m lange und 36 m breite gemauerte zweibogige Brücke führt die Köpenicker Chaussee über den Stichkanal der Spree, der zur Versorgung des Kraftwerks Klingenberg dient. | Karten |
|                                | Knesebeckbrücke                      | Steglitz                              | Die Knesebeckbrücke führt den Teltower Damm bei km 12,72 über den Teltowkanal. Errichtet wurde sie in der aktuellen Form als einfeldrige Brücke 1990. Der Teltowkanal bildet hier die Berliner Stadtgrenze zu Teltow im Bundesland Brandenburg. Die ursprüngliche Brücke von 1906 war eine Fachwerkbrücke mit parallelen Gurten und unten liegender Fahrbahn. Sie wurde nach der Grenzöffnung abgerissen und durch ein dauerhaftes Provisorium ersetzt. Benannt ist die Brücke nach Karl von Knesebeck, der 1808 in Neuruppin geboren wurde und 1883 als Rittergutsbesitzer und Landrat starb. Die Familie enthüllte im Jahr 2007 zu Knesebecks Ehren eine Bronzetafel an der Brücke. | Karten |
|                                | Kniprodestraßenbrücke                | Prenzlauer Berg                       | Die Kniprodestraßenbrücke ist eine Straßenbrücke über die Ringbahn im Bezirk Pankow, Ortsteil Prenzlauer Berg, die mit Unterbrechungen seit dem Ende des 19. Jahrhunderts besteht. Bei ihrem Neubau im Zuge der Artur-Becker-Straße (seit 1995 wieder Kniprodestraße) und der geplanten Weiterführung der Straße über den Jüdischen Friedhof Weißensee zur Indira-Gandhi-Straße erhielt sie den Namen Artur-Becker-Brücke , der am 24. November 1998 wieder in Kniprodestraßenbrücke geändert wurde. | Karten |
|                                | Knobelsdorffbrücke                   | Charlottenburg                        | Die Knobelsdorffbrücke führt die Knobelsdorffstraße über die Stadtautobahn A 100 und die Ringbahn. | Karten |
|                                | Köllnische Brücke                    | Köpenick                              | Die Köllnische Brücke führt die Spindlersfelder Straße über die Spindlersfelder Zweigbahn. | Karten |
|                                | Königinbrücke                        | Kreuzberg                             | Sie verband das Luisenufer (seit 1947 Legiendamm) mit dem Elisabethufer (seit 1947 Leuschnerdamm) über den Luisenstädtischen Kanal und wurde nach dessen Zuschüttung beseitigt. |        |
|                                | Königin-Luise-Straßen-Brücke         | Dahlem                                | Die Königin-Luise-Straßen-Brücke führt die Königin-Luise-Straße über die im Einschnitt verlaufende Trasse der U-Bahn-Linie U3. Auf der Brücke befindet sich auch der Bahnhofsvorplatz. Von der Südseite der Brücke besteht Zugang zum U-Bahnhof Dahlem-Dorf. | Karten |
|                                | Koenigsalleebrücke                   | Grunewald                             | Die Koenigsalleebrücke führt die Koenigsallee über den Verbindungsgraben zwischen Koenigssee und Herthasee. | Karten |
|                                | Königsbrücke                         | Mitte                                 | Die Königsbrücke führte über den ehemaligen Festungsgraben – etwa an der Stelle der S-Bahn-Unterführung am Alexanderplatz – und verband Berlin mit der jenseits des Grabens gelegenen Königsstadt. Die Brücke an der östlichen Stadtgrenze gehörte zusammen mit dem Potsdamer Tor im Südwesten und dem Brandenburger Tor im Nordwesten zu den wichtigsten Durchlässen in der Stadtumgrenzung. |        |
|                                | Königsteinbrücke                     | Französisch Buchholz                  | Die Königsteinbrücke verbindet die Ortsteile Französisch Buchholz und Karow und führt über die Panke und A 114 hinweg. Die zwei Meter breite und 99 Meter lange Fußgängerbrücke liegt in der Trasse der Straße 74 und führt den Pankewanderweg. Die barrierefrei nutzbare Brücke hat beiderseits Auffahrrampen, wodurch eine Gesamtlänge von 180 Metern entsteht und die Stützenhöhe die Durchfahrt auch für hohe Fahrzeuge auf der Autobahn ermöglicht. Ungefähr an dieser Stelle bestand schon 1770 eine Brücke über das damals noch breitere und versumpfte Fließtal der Panke. Diese Brücke wird ab Sommer 2019 komplett erneuert. Während der Bauzeit müssen Radfahrende auf die Hebammenbrücke ausweichen. | Karten |
|                                | Königswegbrücke                      | Nikolassee                            | Die Königswegbrücke führt den Königsweg über die A 115. Die ursprünglich 1938–1940 erbaute Brücke wurde 1998 durch einen Neubau, der aufgrund einer Fahrbahnverbreiterung der Autobahn notwendig wurde, ersetzt. Zu Mauerzeiten lief die DDR-Grenze längs mittig über die Brücke. Zeitweise verschmälerte eine Absperrung die Radfahrer- und Fußgängerbrücke in eine begehbare nördliche Hälfte und eine südliche auf DDR-Territorium. | Karten |
| Köpenicker Brücke, ca. 1920    | Köpenicker Brücke                    | Kreuzberg                             | Die ehemalige Brücke (alte Schreibweise Köpnickerbrücke) führte die Köpenicker Straße über den zwischen 1841 und 1852 angelegten Luisenstädtischen Kanal. Mit der Zuschüttung des Kanals ab 1926 und der Umwandlung des Kanalgrabens in eine Gartenanlage nach Plänen von Erwin Barth wurde die Brücke überflüssig und abgetragen. Das Bild zeigt die Brücke ungefähr im Jahr 1920. Den Namen Köpenicker Brücke trugen vorübergehend auch die Roßstraßenbrücke und die Treptower Brücke. |        |
|                                | Köthener Brücke Krzbg                | Kreuzberg                             | Die denkmalgeschützte Brücke führt die Köthener Straße vom Reichpietschufer/Halleschen Ufer zum Schöneberger Ufer über den Landwehrkanal. Parallel und oberhalb der am U-Bahnhof Mendelssohn-Bartholdy-Park gelegenen Straßenbrücke verläuft die Hochbahnbrücke der U-Bahn-Linie 2. Die Eisenbogen-Konstruktion mit einer Spannweite von 20,10 m wurde 1910 westlich des 1959/60 zugeschütteten Schöneberger Hafens von Arno Körnig und Friedrich Krause erbaut. Im verzierten, gusseisernen Geländer ist ein Medaillon mit dem Bildnis eines Bären eingelassen. Sie trägt den Namen der Stadt Köthen. | Karten |
|                                | Köthener Brücke (Marzahn)            | Marzahn                               | Die Brücke führt die Köthener Straße über die Neue Wuhle. Sie ist 20,5 Meter lang und etwa 20 Meter breit und enthält beidseitig Fuß- und Radwege. | Karten |
|                                | Kolonnenbrücke                       | Schöneberg                            | Die Balkenbrücke, ein Ersatz-Neubau von 1953/54, führt den Straßenzug Kolonnen-/Dudenstraße über die Trassen der Nord-Süd-Fernbahn und der Anhalter Vorortbahn (S-Bahn). Sie liegt auf der Grenze zu Tempelhof und bildet einen Ostausgang der von Gleisanlagen umschlossenen Roten Insel. Das benachbarte Tempelhofer Feld diente als Parade- und Exerzierplatz – die aufmarschierenden Infanterie- und Artillerie-Kolonnen gaben der Straße und Brücke (auf einem Plan von 1909: Colonnenbrücke) den Namen. Die mit dem Bau der Anhalter Bahn 1841 errichtete erste Brücke wurde daher so breit angelegt, dass die Kolonnen sie passieren konnten. Südöstlich der Brücke beginnt der Geschichtsparcours Papestraße (neu: Geschichtsquartier Südkreuz) mit denkmalgeschützten Kasernen der Eisenbahn-Regimenter. Der Schwerbelastungskörper an der Brücke zeugt von den Plänen der Nationalsozialisten zum Ausbau Berlins zur Welthauptstadt Germania. Das rote Gebäude im Bild ist das Deutsche Institut für Bautechnik (DIBt).                                          | Karten |
|                                | Komturbrücke                         | Tempelhof                             | Die Komturbrücke ist eine Straßenbrücke über den Teltowkanal am Kilometer 24,38 der künstlichen Wasserstraße. Sie wurde 1976 als Balkenbrücke aus Stahl mit Hohlkästen und orthotroper Platte erbaut. Auf der Brücke treffen sich von Süden kommend die Schätzelbergstraße mit der Komturstraße nördlich des Kanals. Als Komtur wurde bei den geistlichen Ritterorden der Obere einer Komturei bezeichnet. Die Brücke bildet eine wichtige Verbindung zwischen den Industriestandorten am Kanal in Tempelhof. | Karten |
|                                | Kottbusser Brücke                    | Kreuzberg                             | Die Kottbusser Brücke führt den Straßenzug Kottbusser Damm/Kottbusser Straße über den Landwehrkanal und verbindet zudem die Uferstraßen des Kanals (Planufer/Maybachufer und Fraenkelufer/Paul-Lincke-Ufer). Die heutige einfache Beton-Bogenbrücke (Bogen unter der Fahrbahn) ersetzte 1970 die alte Brücke. Trotz abweichender Schreibweise trägt das Bauwerk den Namen der Stadt Cottbus. | Karten |
| Der Krahmersteg im Jahr 2009   | Krahmersteg                          | Lichterfelde                          | Der Krahmersteg, manchmal auch Kramersteg geschrieben, ist eine Fußgängerbrücke über den Teltowkanal am Kilometer 17,93 der künstlichen Wasserstraße und über seine Uferpromenade. Er verbindet am Schlosspark Lichterfelde die beiden Teile der Krahmerstraße. Der 61,50 m lange und 8,44 m breite Steg wurde 1959 aus Spannbeton gebaut. Er besteht aus einem Einfeldträger mit Kragarm. Wie die Straße trägt der Steg den Namen der Pädagogin Adelheid Krahmer (1841–1929), 1872 Gründerin der „Krahmerschen höheren Mädchenschule“, der heutigen Goethe-Oberschule. | Karten |
| Die Kremnitzbrücke 1906        | Kremnitzbrücke                       | Wannsee / Kleinmachnow                | Die Kremnitzbrücke verband Albrechts Teerofen über den Teltowkanal mit dem Teerofenweg Richtung Wannsee und dem Stolper Weg Richtung Dreilinden. Nach ihrer Sprengung 1945 wurde sie 1948 provisorisch als Fußgängerbrücke wiederhergestellt. Das nördliche Kanalufer bis zur Mitte des Gewässers gehörte infolge des Viermächtestatus und des Potsdamer Abkommens zur SBZ, das Kremnitzufer samt der anderen Gewässerhälfte lagen in West-Berlin. Die letzten Rudimente des Brückenprovisoriums wurden 1981 im Zuge der Ausbaumaßnahmen zur Wiedereröffnung des Kanals beseitigt. Benannt war sie wie das heute noch bestehende Kremnitzufer nach dem Unternehmer und leitenden Mitarbeiter der Kanal-Baukommission Ernst Kremnitz (1859–1908). | Karten |
|                                | Krienicke-Park-Brücke                | Haselhorst                            | Die Krienicke-Park-Brücke führt über den östlichen Abzugsgraben. | Karten |
|                                | Kronprinzenbrücke                    | Mitte und Tiergarten                  | Die Kronprinzenbrücke ist eine Straßenbrücke im Bezirk Mitte im Bereich des Regierungsviertels. Die erste Kronprinzenbrücke wurde 1877–1879 erbaut und nach dem damaligen deutschen Kronprinzen Friedrich Wilhelm benannt. Die 1992–1996 neu erbaute Brücke überführt die Konrad-Adenauer-Straße, die Fortsetzung der Reinhardtstraße, mit zwei Fahrstreifen und beidseitigen Rad- und Fußwegen. Unmittelbar an das westliche Brückenende schließen die Kindertagesstätte des Deutschen Bundestages und der Spreebogenpark an. | Karten |
| Straßenbrücke Kanal II         | Kuckucksteigbrücke                   | Rahnsdorf                             | Die Kuckucksteigbrücke ist eine Straßenbrücke in der Ortslage Neu-Venedig des Ortsteils Rahnsdorf. Sie führt den Kuckuckssteig zwischen Finken- und Drosselweg über den fünf Meter breiten Kanal II. Die Grundstücke der Insel zwischen Kanal II und III (begrenzt westlich vom Kanal IV und östlich Kanal I) sind nur über diese Brücke für den Fahrzeugverkehr erreichbar. Um die Durchfahrtshöhe für Boote (2,50 m über Wasser) zu gewährleisten, ist der Steig an beiden Seiten als Rampe ausgeführt. Die Brücke ist 26 Meter lang, vier Meter breit und befindet sich in der Nähe der Ausflugsgaststätte Neu-Venedig. Diese Straßenbrücke wird durch eine Fußgängerbrücke ergänzt, die den (nördlichen) Kanal I überquert (Kanal I) und den Anschluss vom Finkenweg zur Fürstenwalder Allee (aus der Siedlung hinaus) herstellt. Die Fußgängerbrücke hat eine Länge von 17 Metern bei knapp zwei Meter Breite. Auch hier gewährleisten beiderseitige Rampen die Bootsdurchfahrtshöhe in Brückenmitte. (In Neu-Venedig bestehen zehn Auto- und drei Fußgängerbrücken.) | Karten |
|                                | Kunowskibrücke                       | Mitte                                 | Die Kunowskibrücke, benannt nach dem Justizrat Georg Carl Friedrich Kunowski, auch als Rochbrücke nach der über sie führenden Straße bezeichnet, diente zur Überführung des Königsgrabens. Sie wurde 1824/1825 als gusseiserne Bogenbrücke errichtet und durch die Verfüllung des Grabens 1879 abgetragen. (Benennung durch Bekanntmachung vom 8. Mai 1825) | Karten |
|                                | Kurfürstenbrücke                     | Mitte                                 | siehe Rathausbrücke | Karten |
| Kurfürstendammbrücke anno 1905 | Kurfürstendammbrücke                 | Halensee                              | Die Kurfürstendammbrücke führt den Kurfürstendamm am westlichen Ende über die Ringbahn. Die erste Kurfürstendammbrücke entstand 1894 im Rahmen der Erschließung der Villenkolonie Grunewald. Ende der 1950er Jahre musste sie beim Bau der Stadtautobahn im Zuge des Umbaus des Rathenauplatzes durch einen Neubau ersetzt werden. Die neue Stahlverbundbrücke mit einer Länge von 75 Metern und einer Breite von 32 Metern wurde abschnittsweise gebaut und im September 1963 eröffnet. | Karten |
|                                | Kynastbrücke                         | Rummelsburg und Friedrichshain        | Die Brücke führt die Kynaststraße über Gleise der S-Bahn und Fernbahn (Preußische Ostbahn und Niederschlesisch-Märkische Eisenbahn) und verläuft parallel zu den Ringbahngleisen des Bahnhofs Ostkreuz. Im Jahr 2007 wurde sie abgebrochen und mit dem Umbau des Bahnhofs Ostkreuz als Ersatzneubau der Straßenüberführung Kynaststraße bis Ende 2009 neu errichtet. Die Planungen erfolgten im Auftrag der Senatsverwaltung für Stadtentwicklung durch das Ingenieurbüro Vepro, die Bauausführung oblag der Firma Eurovia VBU GmbH. Während längs der alten Brücke die Grenze zwischen den Bezirken Friedrichshain-Kreuzberg (Ortsteil Friedrichshain) und Lichtenberg (Ortsteil Rummelsburg) verlief, liegt der zentrale Teil der neuen Brücke komplett auf der Rummelsburger Seite. Das Bild zeigt die alte Brücke rechts neben den Gleisen und hinter dem denkmalgeschützten Wasserturm. | Karten |